# Plectris andina
Plectris andina är en skalbaggsart som beskrevs av Frey 1967. Plectris andina ingår i släktet Plectris och familjen Melolonthidae. Inga underarter finns listade i Catalogue of Life.